# Rhyacia bella
Rhyacia bella là một loài bướm đêm trong họ Noctuidae.